# Gogolewko (Dębnica Kaszubska)
Gogolewko (deutsch Neu Jugelow, kasch. Môlé Gogòlewò, auch Gògòléwkò) ist ein Dorf in der polnischen Woiwodschaft Pommern und ist der Gemeinde Dębnica Kaszubska (Rathsdamnitz) im Powiat Słupski (Kreis Stolp) angegliedert.

## Geographische Lage und Verkehrsanbindung
Gogolewko liegt in Hinterpommern und erstreckt sich auf einer Fläche von 2181 Hektar zwischen  den Flüssen Łupawa (Lupow) und Skotawa (Schottow) in einer mit Heide und Ödland durchsetzten Hügellandschaft.
Der Ort liegt an einer Nebenstraße, die Głobino (Gumbin) an der Woiwodschaftsstraße 210 und Dobieszewo (Groß Dübsow) mit Podkomorzyce (Niemietzke, 1938–1945 Puttkamerhof) an der Woiwodschaftsstraße 211 verbindet. In Gogolewko stößt eine kleinere Gemeindestraße von Maleniec (Malenz) kommend auf diese Straße.

## Ortsnamen
Ältere Namen des Orts sind Gughelow (1440), Gulgelow (1490) und Ghugelowen (1496). Die Ortsbezeichnung Jugelow geht auf das Jahr 1507 zurück und war bis 1945 in Gebrauch.

## Geschichte
Aus vorgeschichtlicher Zeit stammen die Großsteingräber bei Neu Jugelow, drei megalithische Grabanlagen der jungsteinzeitlichen Trichterbecherkultur.
Der historischen Siedlungsform nach war die Ortschaft ein kleines Gassendorf. Jugelow gehört zum Urbesitz der Familie Zitzewitz. Joachim von Zitzewitz war Herzoglicher Rat und Begründer des älteren Jugelower Zweigs dieser Familie. Nach seinem Tode 1517 wurde Neu Jugelow öfter geteilt, blieb aber über Generationen hinweg im Familienbesitz.
Um 1784 hatte Neu Jugelow zwei Vorwerke, fünf Bauern, sechs Kossäten, eine Schmiede, einen Schulmeister, auf der Feldmark des Dorfes das Vorwerk Malenz (heute polnisch: Maleniec) nebst einigen Büdnern, die neu angelegte Schäferei Friedrichsfelde (Święchowo), eine Wassermühle, die kleinen Vorwerke Potocken (Potok), Ruhleben (Zacisze) und Schorowe – bei insgesamt 28 Feuerstellen.
Friedrich von Zitzewitz und sein gleichnamiger Sohn konnten die Jugelower Güter nicht mehr halten. Sie wurden an Otto Franckenstein (1820-1878) verkauft. 1845 kam Neu Jugelow durch Heirat an Edmund von Below und blieb bis 1859 in dessen Besitz. Dann ging es in bürgerliche Hände über und wurde später aufgesiedelt. Der letzte Besitzer des Restgutes vor 1945 war Oswald Zander.
Im Gebiet nahe Malenz zu Neu Jugelow befindet sich auf der Anhöhe 98 ein „Franzosengrab“ aus der Zeit der Freiheitskriege, als napoleonische Truppen auf ihrem Durchmarsch von Danzig in Lupow und Umgebung biwakierten. Die Grabstelle liegt in einem Kranz von heute 200-jährigen Eichen mit einem Durchmesser von ca. 50 Metern. Im Eichenkranz sind mehrere große Gräber als Vertiefungen zu erkennen (gewesen).
Im Jahre 1910 zählten Gemeinde und Gutsbesitz Neu Jugelow zusammen 518 Einwohner. 1933 waren es noch 454, und 1939 wiederum 590.
Zur Gemeinde Neu Jugelow gehörten bis 1945 die fünf Ortsteile Friedrichsfelde (Święchowo), Malenz (Maleniec), Neu Jugelower Mühle (Gogołka), Pottack (Potok) und Ruhleben (Zacisze). Eigentumsrechtlich gehörten wiederum die Neujugelower Vorwerke Malenz, Pottack und Ruhleben zum Vorwerk/Rittergut Malenz.
Die Gemeinde war in den Amts-, Standesamts- und Gendarmeriebezirk Lupow (Łupawa) im Landkreis Stolp (Słupsk) im Regierungsbezirk Köslin (Koszalin) der preußischen Provinz Pommern eingegliedert.
Gegen Ende des Zweiten Weltkriegs brach am 8. März 1945 morgens nach einem Räumungsbefehl ein Flüchtlingstreck in Richtung Danzig auf. Er zog über Lupow nach Schurow (Skórowo) und Wiesental, wo er von sowjetischen Truppen überrollt und zur Umkehr gezwungen wurde. Neu Jugelow wurde am 8. März 1945 kampflos besetzt. Die Mühle jedoch ging in Flammen auf. Im Juli 1945 wurde eine sowjetische Kommandantur eingerichtet. Im Juli 1946 wurde Neu Jegelow unter der Bezeichnung Gogolewko unter polnische Verwaltung gestellt. Die Dorfbevölkerung wurde in der darauf folgenden Zeit vertrieben und durch zuwandernde Polen ersetzt.
Gogolewko ist heute ein Ortsteil der Gmina Dębnica Kaszubska im Powiat Słupski in der Woiwodschaft Pommern (1975 bis 1998 Woiwodschaft Słupsk). Das heute 90 Einwohner zählende Dorf ist Sitz eines Schulzenamtes, dem auch der Ort Maleniec eingegliedert ist.
Eine Bahnanbindung besteht nicht mehr. Vor 1945 bestand Bahnanschluss über den sieben Kilometer entfernten Ort Budow (polnisch: Budowo), der Endstation der von Stolp (Słupsk) kommenden Stolpetalbahn war.

## Einwohnerzahlen
- 1925: 498, darunter zwölf Katholiken, keine Juden[4]
- 1933: 454[5]
- 1939: 590[5]

## Kirche
Bei überwiegend evangelischer Bevölkerung war Neu Jugelow bis 1945 in das Kirchspiel Lupow (heute polnisch: Łupawa) im Kirchenkreis Stolp-Altstadt in der Kirchenprovinz Pommern der Kirche der Altpreußischen Union eingepfarrt.
Seit 1945 ist die Bevölkerung von Gogolewko fast ausnahmslos katholischer Konfession. Die Verbindung zum Pfarrsitz in Łupawa ist geblieben, das nun jedoch in das am gleichen Ort sitzende Dekanat Łupawa im Bistum Pelplin der Katholischen Kirche in Polen eingegliedert ist. Evangelische Kirchenglieder gehören jetzt zur Kreuzkirche in Słupsk (Stolp) in der Diözese Pommern-Großpolen der Evangelisch-Augsburgischen Kirche in Polen.

## Schule
In der Gemeinde Neu Jugelow gab es vor 1945 zwei Volksschulen. Der Schule in Neu Jugelow waren auch die Vorwerke Malenz zu Klein Nossin und Malenz zu Gaffert zugeordnet. Diese Schule hatte 1932 einen Lehrer bei 51 Schulkindern. Die andere stand in Friedrichsfelde (Święchowo), wo ein Lehrer 26 Kinder unterrichtete.